# Коваленко, Евгений Иванович
Евге́ний Ива́нович Ковале́нко (1 сентября 1923, г. Хабаровск, Дальневосточный край — 15 декабря 1999, Пермь) — советский юрист, доктор юридических наук, профессор, декан юридического факультета (1963—1970), основатель и зав. кафедрой гражданского права и процесса (1953—1966), редактор газеты (1953—1957) Пермского университета. Участник Великой Отечественной войны.
Один из крупнейших в стране специалистов советского периода по колхозному праву, автор учебников и монографий.

## Биография
В 1941 году окончил Хабаровскую среднюю школу № 5.
Во время и поле окончания школы успел поработать в Хабаровском краеведческом музее, сменить несколько профессий: окантовщик, работник фондов, картотетчик.
Июнь 1941 — сентябрь 1942 — служба в Рабоче-Крестьянской Красной армии. Участвовал в Великой Отечественной войне (Северо-Западный фронт, бои на Старо-Русском направлении), награждён орденами и медалями. В ноябре 1941 года ранен, в сентябре 1942 — демобилизован.
В августе 1945 года поступил в Алма-Атинский государственный юридический институт. В июле 1946 года семья переехала в Саратов.
1946—1949 — учёба в Саратовском юридическом институте (окончил по специальности «Юрист»).
1949—1952 — учёба в аспирантуре института права АН СССР.
С ноября 1952 года— старший преподаватель, с июня 1953 — доцент кафедры теории и истории государства и права Пермского университета. Жил с семьёй в пермском Доме Учёных.
С августа 1953 по 1966 — заведующий кафедрой гражданского права и процесса Пермского университета.
Октябрь 1953 — июнь 1957 — редактор газеты «Пермский университет».
Январь 1963 — май 1970 — декан юридического факультета Пермского университета.
Август 1993 — уволен из университета по собственному желанию.

## Научная работа
Е. И. Коваленко является автором трудов, заложивших научную основу правовой доктрины колхозного и советского земельного права.
Ранние работы Евгения Ивановича посвящены изучению колхозного права и охватывают такие основные его институты, как право колхозной собственности, а также правовое регулирование производственно-хозяйственной и финансовой деятельности колхоза. Ряд работ Е. И. Коваленко посвящен изучению колхозного двора как особого субъекта колхозного права.
Значительный вклад в развитие отдельных институтов колхозного права внесла работа Е. И. Коваленко «Права и обязанности колхоза как землепользователя» (1966), представляющая глубокое изучение широкого спектра полномочий колхозов и является фундаментальной по данной теме. К работам того же уровня относят учебное пособие «Право землепользования колхозов» (1970), посвящённое исследованию проблем правового регулирования землепользования колхозов.
Большой вклад учёный внёс в исследование истории становления колхозов и колхозного права России. Им было проведено комплексное изучение места и роли совхозов в истории СССР, в результате которого увидели свет две фундаментальные работы, достаточно полно характеризующие истоки колхозного права.
Монография Е. И. Коваленко «Организация и дисциплина труда в колхозе» (Тбилиси, 1958) была издана на грузинском языке.

## Награды
- Орден Отечественной войны II ст.
- Орден Красной Звезды.
- Медаль «За победу над Германией в Великой Отечественной войне 1941—1945 гг.».
- Медаль «3а доблестный труд в Великой Отечественной войне 1941—1945 гг.».
- Медаль «Двадцать лет Победы в Великой Отечественной войне 1941—1945 гг.».
- Медаль «Тридцать лет Победы в Великой Отечественной войне 1941—1945 гг.».
- Медаль «50 лет Вооружённых сил СССР».
- Медаль «60 лет Вооружённых сил СССР».
- Медаль «100 лет со дня рождения В. И. Ленина».
- Грамота Министерства Высшего и среднего специального образования РСФСР.
- Грамота Грамота Республиканского комитета профсоюза работников просвещения, высшей школы и научных учреждений РСФСР.

## Избранные публикации

### Книги
1. Коваленко Е. И. Организация и дисциплина труда в колхозе. М., Госюриздат, 1955, 64 с.
2. Коваленко Е. И. Права и обязанности колхозного двора и его членов. Пермь, 1957. 64 с. (Права и обязанности советских граждан).
3. Коваленко Е. И. Управление делами колхоза. М.: Сельхозгиз, 1958. 64 с.
4. Коваленко Е. И. Организация и дисциплина труда в колхозе. Тбилиси: Изд. Груз. с-х ин-та, 1958, 70 с. (на груз. языке).
5. Коваленко Е. И. Оплата труда в колхозах // Колхозное право. М., 1962. С. 365—399.
6. Коваленко Е. И. Организация и дисциплина труда в колхозах // Колхозное право. М., 1962. С. 322—364.
7. Коваленко Е. И. Право землепользования колхозов: учебное пособие / Перм. ун-т. Пермь, 1970. 220 с.

### Статьи
1. Глебов В., Коваленко Е. И. Приусадебное землепользование в сельской местности при переходе права собственности на жилой дом // Советская юстиция. 1984. № 15. С. 48.
2. Глебов В., Коваленко Е. И. У земли — один хозяин // Звезда. 1984. 18 марта.
3. Коваленко Е. И. В память о рабочих династиях [О необходимости создания музея истории Мотовилихи] // Звезда. 1978. 18 января.
4. Коваленко Е. И., Глебов В. Вступая в коллективный сад // Звезда. 1985. 11 июня.
5. Коваленко Е. И. 25 лет юрфаку // Пермский университет. 1968. 26 ноября.
6. Коваленко Е. И. Закрепление земли за сельскохозяйственной артелью. Принципы землепользования колхоза // Учёные записки Пермского государственного университета № 129 (Юридические науки). Пермь, 1965. С. 23-48.
7. Коваленко Е. И. Землепользование совхозных рабочих, служащих и специалистов // Учёные записки Пермского государственного университета № 327 (Вопросы гражданского, трудового и земельного права). Пермь, 1976. С. 156—192.
8. Коваленко Е. И. Из судебной практики по делам о разделах и выделах в колхозных дворах // Советская юстиция. 1963. № 20. С. 13-14.
9. Коваленко Е. И. К вопросу об объектах права собственности колхозного двора // Учёные записки Пермского государственного университета № 19. Выпуск 4. Пермь, 1961. С. 132—149.
10. Коваленко Е. И. Некоторые вопросы дисциплинарной ответственности колхозников // Учёные записки Пермского государственного университета (Юридические науки). Т. 105. Пермь, 1963. С. 23-40.
11. Коваленко Е. И. Некоторые вопросы сельскохозяйственного землепользования // Актуальные проблемы природоохранительного и сельскохозяйственного права. Свердловск, 1984. С. 23-27.
12. Коваленко Е. И. Некоторые правовые вопросы раздела и выдела имущества колхозного двора // Юридические науки: сб. материалов науч. сессии вузов Уральского экономического района. Свердловск, 1963. С. 76-78.
13. Коваленко Е. И. Объект права совхозного землепользования // Учёные записки Пермского государственного университета № 351 (Вопросы гражданского, трудового и колхозного права). Пермь, 1976. С. 136—157.
14. Коваленко Е. И. Объекты права собственности колхозного двора // Учёные записки Пермского государственного университета (Юридические науки). Т. 19. Выпуск 4. Пермь, 1961. С. 150—165.
15. Коваленко Е. И. Обязательства колхозного двора перед государством // Учёные записки Пермского государственного университета (Юридические науки). Т. 24. Выпуск 4. Пермь, 1962. С. 47-68.
16. Коваленко Е. И. Основные принципы организации и оплаты труда в колхозах // Учёные записки Пермского государственного университета (Юридические науки). Т. 10. Выпуск 4. Пермь, 1955. С. 49-72.
17. Коваленко Е. И. Понятие колхозного двора // Учёные записки Пермского государственного университета (Юридические науки). Т. 19. Выпуск 4. Пермь, 1961. С.104-134.
18. Коваленко Е. И. Права и обязанности колхоза как землепользователя // Учёные записки Пермского государственного университета № 164 (Юридические науки). Пермь, 1966. C. 163—288.
19. Коваленко Е. И. Права и обязанности колхоза как лесопользователя // Учёные записки Пермского государственного университета № 164 (Юридические науки). Пермь, 1966. С. 54-76.
20. Коваленко Е. И. Право приусадебного землепользования колхозного двора // Учёные записки Пермского государственного университета (Юридические науки). Т. 15. Выпуск 3. Пермь, 1958. С. 135—152.
21. Коваленко Е. И. Правовое закрепление принципа сочетания общественных и личных интересов в отношениях между колхозом и колхозным двором // Учёные записки Пермского государственного университета (Юридические науки). Т. 11. Выпуск 4. Кн. 2. Пермь, 1957. С. 106126.
22. Коваленко Е. И. Правовое положение приусадебного фонда колхоза // Учёные записки Пермского государственного университета № 205 (Юридические науки). Пермь, 1969. С. 81-157.
23. Коваленко Е. И. Правовое регулирование организации садоводческих товариществ // Правовые формы имущественных и организационных отношений. Барнаул, 1984. С. 27-36.
24. Коваленко Е. И. Правовое регулирование раздела и выдела имущества колхозного двора // Учёные записки Пермского государственного университета (Юридические науки). Т. 19. Выпуск 6. Пермь, 1961. С. 133—190.
25. Коваленко Е. И. Приусадебное землепользование рабочих, служащих и специалистов совхозов // Советская юстиция. 1974. № 12. С. 17.
26. Коваленко Е. И. Продовольственная программа СССР и некоторые аспекты права землепользования // Продовольственная программа и вопросы совершенствования законодательства: сб. ст. / Перм. ун-т. Пермь, 1984. 141 с. (Деп. в ИНИОН АН СССР 14 января 1985, № 19267).
27. Коваленко Е. И. Развитие института землепользования садоводческих товариществ в советском земельном праве // 60 лет истории правового регулирования имущественных и личных неимущественных отношений в СССР: сб. ст. / Перм. ун-т. Пермь, 1983. 156 С. (Деп. в ИНИОН АН СССР 22 февр. 1983, № 12395).
28. Коваленко Е. И. Рассмотрение трудовых колхозных споров в народном суде (по материалам Пермской области) // Учёные записки Пермского государственного университета (Юридические науки). Т. 11. Выпуск 4. Кн. 2. Пермь, 1957. С. 161—173.
29. Коваленко Е. И. Роль совхозов в развитии сельского хозяйства СССР (1917—1925 гг.) // Учёные записки Пермского государственного университета. № 290. (Вопросы гражданского, трудового и колхозного права). Пермь, 1973. С. 115—141.
30. Коваленко Е. И. Роль совхозов в развитии сельского хозяйства СССР (1926—1973 гг.) // Там же. 1976. С. 132—155 (УЗ ПГУ; № 327).
31. Коваленко Е. И. Своеобразный карст // Природа. 1958. № 2. С. 118.
32. Коваленко Е. И. Служебные земельные наделы и их правовой режим // Эффективность правового регулирования имущественных и личных неимущественных отношений в развитом социалистическом обществе: сборник / Перм. ун-т. Пермь, 1985. 138 с. (Деп. в ИНИОН АН СССР 10 нояб. 1985, № 22940).
33. Коваленко Е. И. Содержание права собственности колхозного двора // Ученые записки Пермского государственного университета № 129 (Юридические науки). Т. 14. Вып. 2. Кн. 4. Пермь, 1959. С. 21-48.
34. Коваленко Е. И. Субъект и объект права колхозного землепользования // Ученые записки Пермского государственного университета № 164 (Юридические науки). Пермь, 1966. С. 3-53.